# Sergej Podolinskij
Sergej Podolinskij (ucraino:Сергі́й Подоли́нський; 19 luglio 1850 – 12 giugno 1891) è stato uno scienziato ucraino, socialista, medico e uno dei pionieri dell'economia ecologica. Si propose di riconciliare il pensiero socialista con la seconda legge della termodinamica sintetizzando gli approcci di Karl Marx, Charles Darwin e Sadi Carnot.  Nel suo saggio "Il socialismo e l'unità delle forze fisiche" (1880), Podolinskij teorizzò una teoria del valore-lavoro basata sull'energia incorporata..
Serge Latouche nel suo L'invenzione dell'economia lo definisce «geniale precursore dell'economia ecologica [che] in effetti tentava di conciliare il pensiero socialista con la seconda legge della termodinamica e di operare la sintesi tra Karl Marx, Charles Darwin e Sadi Carnot», scontrandosi però con il giudizio negativo di Friedrich Engels, il quale scrisse a Marx nel dicembre 1882: «La faccenda Podolinskij me l'immagino così. La sua scoperta è questa: il lavoro umano è capace di trattenere sulla superficie della Terra e di far agire l'energia solare più a lungo di quanto accadrebbe senza di esso. Tutte le deduzioni economiche che egli ne trae sono errate. [...] Voleva trovare nel campo delle scienze naturali una nuova prova della giustezza del socialismo e ha mischiato quindi cose della fisica con cose d'economia. [...] A mio parere è semplicemente impossibile voler esprimere rapporti economici in misure di fisica».

## Biografia
Nato in una famiglia con ricchi possedimenti terrieri, Sergej Podolynskyiyed era figlio di un alto impiegato postale, Andrii, nobile, mentre sua madre, di origine francese, era la figlia di un ambasciatore francese che aveva servito sotto Napoleone. Studiò all'Università Imperiale di San Vladimiro a Kiev laureandosi in Scienze Naturali. A Kiev frequentò anche il circolo dell'economista Nikolaj Ivanovič Sieber (1844-1888). Nel 1872 iniziò a studiare medicina a Parigi con Claude Bernard. In seguito proseguì i suoi studi a Zurigo e all'Istituto di Fisica di Breslavia. Fu attraverso Pëtr Lavrov che incontrò Karl Marx.
Sua madre, Maria Kudasheva, era di origine francese (contava un de Choiseul-Gouffier tra i suoi antenati); suo padre Andrii era un nobile e scriveva poesie. Nel 1867 Sergei entrò all'Università Imperiale di San Vladimiro a Kiev; lì studiò scienze naturali. Dopo la laurea nel 1871, si recò a Zurigo per studiare medicina. Frequentò anche la Gioventù Rivoluzionaria Russa. Nel 1872 assistette alle lezioni di Claude Bernard a Parigi. Dal 1873 al 1876 studiò a Breslavia, dove divenne dottore in medicina. Completò questa formazione con studi di economia politica, storia e filosofia. A Kiev sposò Natalia Andreeva. Nel 1878 la coppia dovette lasciare la Russia e stabilirsi in Francia. In seguito dovette affrontare la morte di due dei suoi tre figli, morti di meningite, e fu anche abbandonato dalla moglie. A causa delle sue difficoltà finanziarie ma anche della sua salute, fu assistito da sua madre (a Clamart). Nel 1880-81 formò il Circolo ucraino di Ginevra con Mykhailo Pavlyk e Mykhailo Drahomanov attorno alla rivista Hromada, che il denaro ricevuto dai suoi genitori contribuì a finanziare. Nel maggio del 1885 sua madre lo mandò a Kiev dove deperì in uno stato di demenza. Morì il 30 giugno 1891. Fu sepolto nel cimitero Zverinetsky. 

## Pensiero
La sua opera principale "L'opera dell'uomo e il suo rapporto con la distribuzione dell'energia" è stata pubblicata in quattro lingue e in diverse versioni. Nel suo lavoro, egli ha cercato di rendere fisicamente comprensibile il concetto di lavoro nella teoria del valore-lavoro, come usato da Marx. Il punto di partenza è che tutta l'energia accumulata sulla terra proviene principalmente dal sole e, in misura minore, dall'interno della terra (calore geotermico) e dalla luna (forze di marea), e che l'uomo impedisce a questa energia di dissiparsi solo attraverso il suo lavoro. Secondo questa teoria, la vita umana dipendeva essenzialmente da come veniva utilizzata l'elettricità dell'energia solare. Si soffermò sui detti di tre famosi economisti: "Quesnay: 'Il lavoro è improduttivo'. Adam Smith: "Solo il lavoro è produttivo". Dite: "Il lavoro è produttivo, le forze della natura sono produttive e il capitale è produttivo". È possibile conciliare tali contraddizioni?" La sua conclusione è che il punto di vista energetico è compatibile con l'idea che il lavoro crei valore. 
Approcci simili furono sviluppati da Leslie White, Wilhelm Ostwald e Frederick Soddy, ma a quanto pare non erano a conoscenza del lavoro di Podolynskij. 